# Borde Mogollón

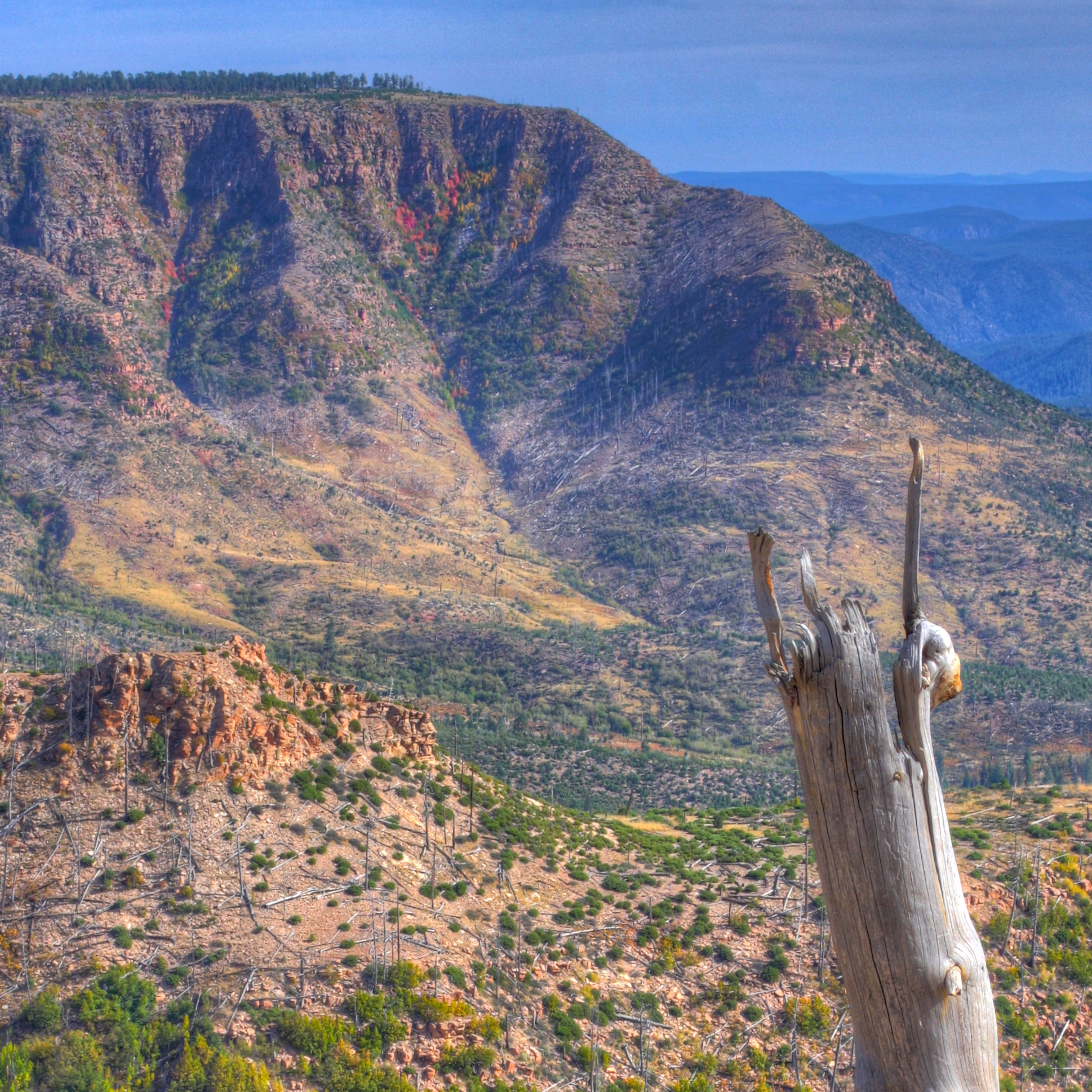
Vista del borde Mogollón, al este del pueblo de Pine

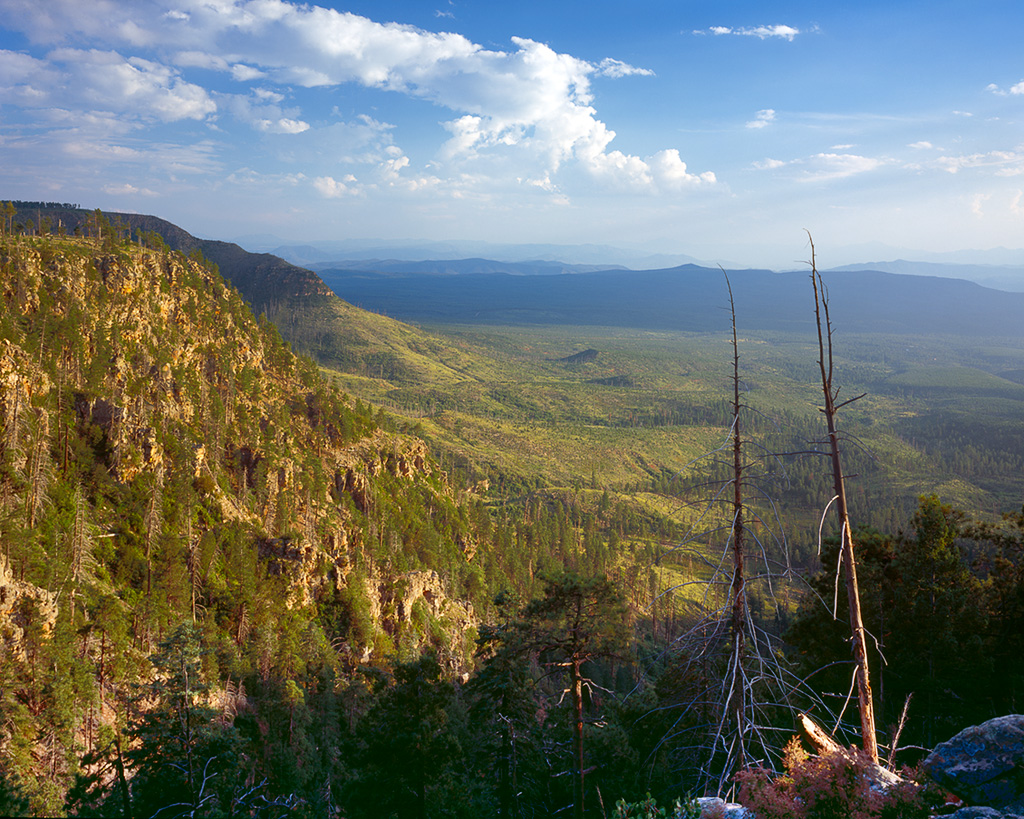
Otra vista, cerca de Payson

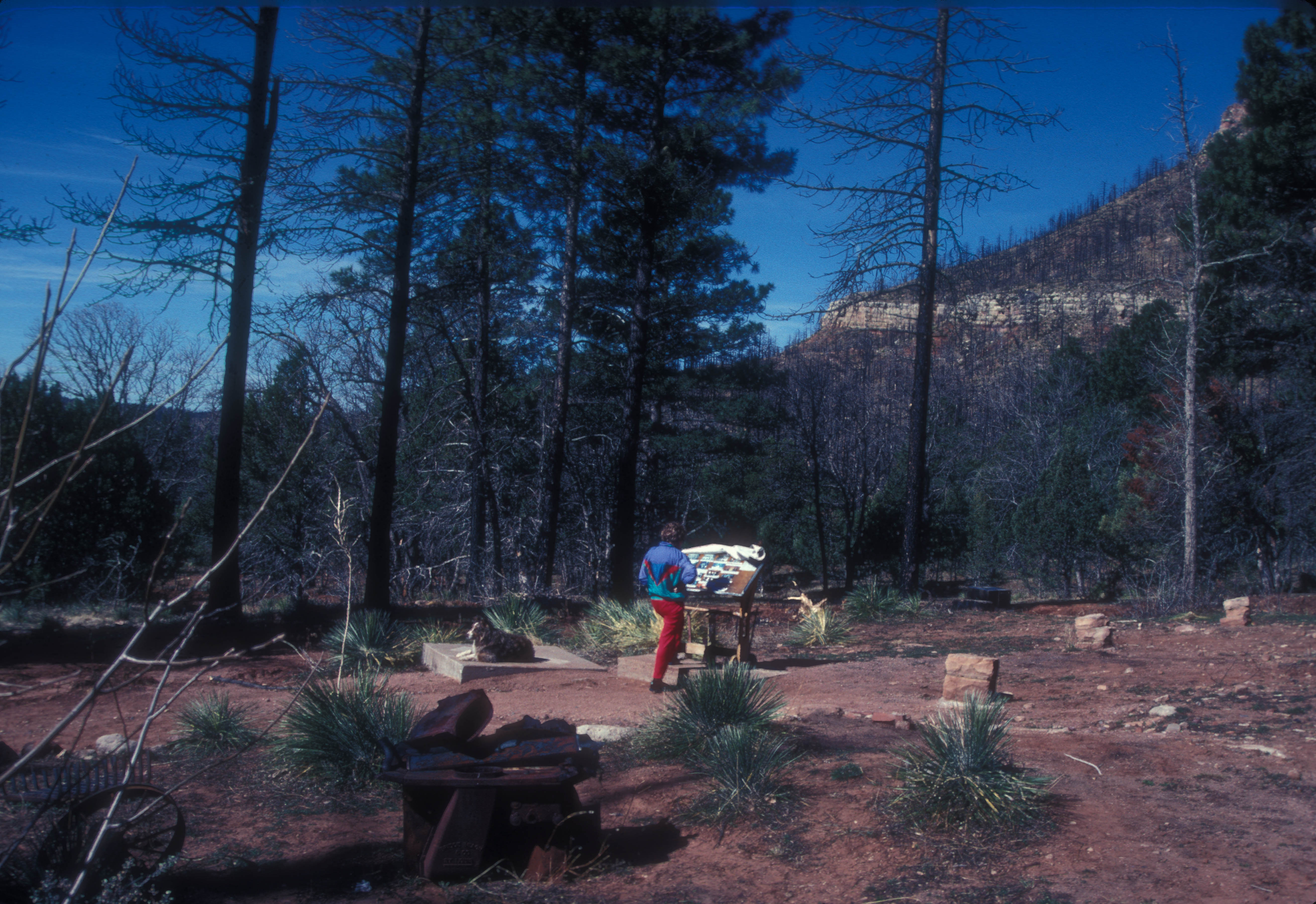
Sitio del refugio de Zane Grey

El Escarpe Mogollón (del inglés: Mogollon Rim) es un accidente topográfico y geológico que atraviesa el estado estadounidense de Arizona. Se extiende unos 320 kilómetros desde el norte del condado de Yavapai hacia el este hasta cerca de la frontera con el estado de Nuevo México.
El escarpe es un acantilado que define el extremo suroeste de la meseta del Colorado, y a lo largo de su parte central se caracteriza por altos acantilados de rocas caliza y arenisca, en particular, la Caliza Kaibab y la Arenisca de Coconino.
El Escarpe Mogollón es un importante límite florístico y faunístico: las especies características de las Montañas Rocosas viven en la meseta que forma la parte superior del borde, y las especies nativas de la Sierra Madre Occidental de México viven en las laderas que forman la parte inferior del borde y en el archipiélago Madrense (sierra alta y aislada) más al sur.
El estrato más alto de aresnica del Escarpe Mogollón, llamado el estrato de Arenisca de Coconino, forma espectaculares acantilados blancos, que a veces alcanzan cientos de metros de altura.